# حلب القديمة
في عام 1986 أعلنت المدينة القديمة بحلب جزاً من التراث العالمي من قبل منظمة الأمم المتحدة للعلوم والتربية والثقافة. في حلب ماض مجيد يظهر في كل مكان في العمارة، القلعة، الأسواق التقليدية، في البيوت القديمة والثقافة والفلكلور الذين تمت حمايتهم بعناية من الموسيقى والحرف اليدوية، حلب تفتخر بأصولها حيث تمتد تاريخها لألف عام، تشتهر بنوعية الحياة والضيافة الأسطورية، انها جنة بانتظار أن تستكشف، وبعد الحرب الأهلية السورية والمعارك الحاصلة في المدينة دمرت أجزاء واسعة ونزح قسم كبير من سكانها.

## أحياء حلب القديمة

### الأبراج
تقع بين حارة الباشا وحارة الضوضو، سميت بأبراج الحمام ولا يزال حي الأبراج يُحتكم فيه بقضايا الحمام، في مسجدها قبر الأبراجي.

### ابن نُصَير
يقال لها جب القبة، ونصير بن داغر العنيد هو ممن كانوا ضد الإسلام ثم حَسُنَ إسلامه أخيراً، مات وقبره في جامع الحي.

### ابن يعقوب
تقع قرب بانقوسا ولا نعرف شيئاً عن ابن يعقوب الذي سميت به، وتقع قرب سوق الزهر، قرب بانقوسا ويقال لها حارة الزّغار أي الصغار وهم أولاد الشيعة الذين اسكنوا في هذا الحي بعد مقتل آبائهم.

### أبو عَجّور
تقع بين الجـُدَيدة والتّدريبة ولا نعرف شيئاً عن أبو عجور الذي سميت به.

### أرض العَجّور
تقع شرقي الميدان، كانت تزرع العجور، بنيت فيها مساكن شعبية، ابتدأ العمران فيها عام 1936.

### الاسْفرس
تقع بين المغازلة وساحة بزه، فيها مسجد الاسفرس. كان فيه عمود يقصده العامة يعتقدون أنه يشفي من عسر البول إذا أصابهم.

### الإِسماعيليّة
انتقل إسماعيل باشا من سرايته المسماة سراية إسماعيل باشا إلى هنا وشاد أول بناء فيها، وفيها جامِعُه، وتقع بين الجميلية والملعب، ومن عائلاتها: آل الجابري.

### الأَشْرَفية
شمالي غربي حلب، حي جديد سمي في عهد الفرنسيين الداويدية نسبة إلى داويد المندوب الفرنسي، ولما نزح الفرنسيون سمي الأشرفية لأن أرضه وقف للمدرسة الأشرفية قرب سوق استانبول، ابتدأ العمران فيه عام 1935.

### الأَعْجام
تقع بين ساحة الملح والقصيلة (حارة الباشا)، سميت باسم أعجام نزلوا فيها وتاريخ نزولهم مجهول.

### أَعراب المشَارِقة
حارة كانت موجودة في ظاهر محلة المشارقة من جهة الغرب، شرقي مقبرة الشيخ ثعلب {مقبرة هنانو} وهم خليط من العرب وقرباط العجم.

### أَغْيُر
فيها مذهبان:
1. انها محرفة عن ((آق يول)) التركية: ((آق)): الأبيض، و ((يول)): الدرب. فمؤدى الكلمتين: الدرب الأبيض. وسميت هذه المحلة بهذا الاسم لأنها كانت قبل عمرانها طريقاً أبيض من الحوار.
2. وقيل أصل أغير أغابوني أي: طريق الآغا، والمراد به أمير سكان تلك المحلات من الأتراك.

وتقع قرب { الألمه جي } , وتبتدئ من خان الفحم وتنتهي بخان الحاج حسن خزنة.
وأغير قسمان: أغير الفوقاني وأغير التحتاني.
من أهم عائلاتها: آل سواس، آل زيتوني، وآل داخل، وآل صباهي، وآل قضيب البان، وآل سفر، وآل مزيك، وآل عزّو، وآل درويش، وآل دحدوح، آل زلط، آل أغيورلي

### الأكراد
تقع بين قسطل الحرامي والحميدية، كان معظم سكانها من الأكراد.

### أَلتونْبَغا
سميت باسم ألطنبغا الصالحي نائب حلب ثم دمشق سنة 723 هـ ومعنى ((التون)): الذهب ومعنى ((بوغا)) البودقة، فمعناه بودقة الذهب، وتعرف الآن بالمزوّق وتعرف قديماً بالميدان الأسود.
من عائلاتها: آل نابلسي، آل عَلاَمو، آل تِسْقِيه، آل الخياط، آل بودقة، آل قصّاص، آل رحماني.

### ألْمَه جي
كلمة تركية بمعنى التفاحي أو بائع التفاح، ويقع الألمه جي بين تراب الغربا والعريان، وفيه أربعة قساطل وهي: قسطل الميداني، قسطل البازر باشي، قسطل الفرّا، قسطل الفتال، وكلها بأسماء العائلات الشهيرة في الحي.
وأهمها: آل شبارق وآل عه جي وآل كتخدا، وآل أبو قوس (سالم) ومنهم: الشاعر عمر والكاتب القصصي علي والكاتب الصحفي عبد الرحمن
و المطرب الشهير صباح أبو قوس (صباح فخري).

### الأَنصاري
كانت من قرى حلب، وفي يومنا اتصل العمران بها فأصبحت من أحيائها، وسميت بالأنصاري نسبة إلى سعد الأنصاري بن أيوب المدفون فيها.

### الياروقية
كانت تسمى ياروقيّة، من يِرِق الآرامية
ويقال بأن امرأةً من نساء الياروقية رأت في المنام قائلاً يقول: [ هاهنا قبر الأنصاري صاحب الرسول صلى الله عليه وسلم ] فنبشوا، فوجدوا قبراً، فبنوا عليه مشهداً، وهذا المشهد الآن يعرف بسعد الأنصاري.

### بادِْنجك
كانت محلة ابن العديم وفيها جامعة، وفي تسميتها ثلاثة مذاهب:
1. انها من بادي الفارسية بمعنى الهوائي والعاصف ومن جك التركية أداة التصغير
2. انها تحريف (بادمجك) بمعنى شجرة اللوز الصغيرة
3. ان اسمها محرف عن ميدان جك: لفظة تركية معناها الميدان الصغير كأنها سميت بهذا الاسم لميدان صغير في حضرة جامعها.

### بالي برْغُل
تقع بين حارة المحب وحارة عبد الحي، وبالي برغل كلمة تركية معناها برغل بعسل.

### بانقوسا
سوق في محلة خان السبيل، هدمت البلدية قسماً عظيماً منه وبنت محله سوقاً حديثاً وفي تسميته عدة أقاويل نذكر بعضها:
1. يبدو أنه كان فيها كنيسة وناقوس يُقرع فسميت باسمه (بيت نقوشا): بيت أو محلة الناقوس وحرفت لتصبح بانقوسا.
2. أن يكون أصلها تركياً محرفه من كلمتين هما بيك قوزه ومعنى الأولى: ألف، والثانية: جوزة. وذلك لأن هذا السمت كان قبل تعميره بستاناً يشتمل على ألف شجرة جوز.
3. يروى أنه كان يوجد قبر في هذه المنطقة مكتوب عليه يا حضرة نبي الله بانقوس فسميت على اسمه بانقوسا
4. قال الغزي: أن أصل هذه اللفظة عربية مأخوذة من بناقيس وهي ما طلع من مستديرة البطيخ.

من عائلاتها:
آل المسلاتي، آل آلاتي، آل الحوت، آل دشّان، آل خَرَمَنْدَه، آل عاتكة، آل ملاحفجي عرف منهم شيخ القصير أبو قبقابه وكان يمارس الطب الشعبي، وآل الأسعد وآل حنطاية.

### بحسيتا
تقع بين جادة باب الفرج والبندرة، وهناك عدة أقاويل في تسميتها نذكر منها:
1. من (باح صيتها) أي ظهر صيتها وذاع لما كانت عليه من مقام علمي رفيع لدى سكانها الإسلام واليهود
2. من (بحّ صوتا) لكثرة جلبة الباعة وسوق الخميس فيها.
3. قال الغزي: هذه الكلمة سريانية مؤلفة من كلمتين بيت حسدا ومعناها بيت الرحمة
4. أن أصلها (بحشوتا) وهي كلمة سريانية تعني البحثية وعلى هذا فمعنى بحشوتا المحلة المنسوبة إلى البحث يراد به بحث العلم
5. أنها من الإسبانية مركبة من كلمتين (با وسيدا) ومعنى الأولى المنخفض والثانية المدينة فمعناها المدينة المنخفضة.

### برية المسلخ
كانت سوقاً للمواشي اذن يراد بالمسلخ سوق المسلخ، ويقع المسلخ قديماً في المغر جانب الشيخ نمير، ويقع فيها قبر الترمذي يقصده الجهال من العامة لشفاء دوابهم المصابة بالمغص.

### حارة البساتنة
تقع بين قسطل المشط وقسطل الحرامي وكان جلّ أهلها يشتغلون في البستنة.

### حارة البستان
من أحياء باب النيرب كان أصلها بستاناً تعرف بدورها العربية القديمة

## البساتين

### بستان الجوخه
يقع قرب الفيض كان بستاناً لمالكه جوخه قيل كان فيه ضرب من الزهر ذي خمل أحمر.

### بستان الزهرة
جنوب الفيض بني على جزء من البساتين المنتشرة على طرفي نهر قويق ملاصق لحديقة الشهباء.

### بستان الشيخ طه
أي الشيخ طه المدرس يقع شمال حلب على امتداد شارع محطة بغداد محدود بين معامل السكك الحديدية وجسر المعزة وفيه آخر دار سكنه الأسدي وفيها توفى.

### بستان القصر
جنوبي غربي حلب يشكل امتداداً عمرانياً جديداً للكلاسة باتجاه الغرب وكان منطقة بساتين منخفضة.

### بستان الكلاب أو بستان كل آب
يلفظها العامة بستان كليب، وفي تسميتها روايات منها:1
1. أن أصلها (كل) كلمة تركية تعني الورد، (وآب) كلمة فارسية بمعنى الماء، فيؤدي التركيب ماء الورد، سمي بذلك لأنه كان يزرع فيه الورد ويقطّر.
2. أن أصلها (كل أبا) وهما كلمتان سريانيتان بمعنى كل الثمر أو كل الفاكهة.

### حارةالبقّارة
البقارة ويلفظون القاف جيماً مصرية، وهي اسم عشيرة كبيرة ينتشر أفرادها في الكثير من البلدان العربية وخاصةً في سورية والعراق وتمركزهم الرئيسي سورية في مدينة دير الزور، ويوجد قرب هذه المحلة شبه زاوية تعرف بمزار الشيخ جاكير.

### البكْرَه جي
ويقال بأن تسميتها تركية الأصل (باخورجي) أي نحاس، وتقع هذه المحلة بين جب القبّة وبانقوسا.

### البلاّط
تقع بين حارة تل عرّان ومحلّة الضوضو وهي قسمان البلاط الفوقاني والبلاط التحتاني، والتحتاني بعرف بالقطانة لأن أهله يشغلون بالقطن والصوف ووبر الجمال.

### البندرة
تقع بين سويقة علي والدباغة العتيقة وبحسيتا وباب النصر، وهي قسمان: بندرة الإسلام وبندرة اليهود، وكلمة بندرة من «بندر» الفارسية بمعنى الميناء التجاري.

### بوابة الخل
يدخل إليها من التلل، فيها كان يصنع الخل، هدمت وأنشأ مكانها دكاكين ومحلات تجارية حديثة.

### بوابة القصب
كانت إلى عهد قريب تباع فيه خيوط القصب ثم تغيرت وظيفتها الأساسية إلى بيع المفروشات وما شابه هدم قسم منها مع افتتاح جادة الخندق أما القسم الباقي فينفذ منه إلى الجديدة.

### بوابة النبي
سميت كذلك لأن فيها مقام كالب بن يوفنا من سبط يهوذا وفيه قبره (قيل أنه ظهر في هذا الموضع) وكانت بوابة النبي تعرف بعرصة الفراتي.

### البياضة
وفيها مذهبان:
1- لأنها كانت تشمل على خان مختص ببيع البيض وآثاره باقية في سوقها الآن.
2- وقيل لأن أرضها كانت حواراً أبيض وعلى هذا يجب أن تلفظ بتخفيف الياء.
وتقع بين باب الأحمر والجبيلة وفيها التكية الاخلاصية ومن عائلاتها آل اخلاصي، آل مكانسي، آل الترمانيني.

### تاتالر
((لر)) أداة الجمع في التركية، وعليه فمعناها التتريون، وعهد حلب بهم أيام هولاكو. وهي حارة تابعة لقارلق وتسمى حارة النصارى أو بوابة النصارى، كان يسكنها النصارى أيام الانتداب الفرنسي

### تراب الغربا
كان موضع هذه المحلة تربة تعرف باسم تربة الغربا كأنها كانت مختصة بدفن أمواتهم ثم هجرت، تقع قرب الألمجي.

### تلعران
تقع شرقي برية المسلخ، أكثر سكانها من الأكراد، وتلعران من (تل عرنا) أي التل الصلب القاسي. ومن عائلاتها: آل ناصر آغا.

### التلل
شرع الناس يبنون في هذه المحلة في حدود سنة (1882) م وعرفت أولاً بمحلة التلل لأن محلها كان تلالاً تعرف بمناشر الزبل، وهي وقف للمدرسة الحلوية، ومن عائلاتها آل سالم، آل يوسف، آل مراش، آل حجار، آل حكيم، وآل كلداني.

### التومايات
تقع بين الصليبة والهزازة، وفي تسميتها مذهبان:
1- محرفة عن تومي هدايه: اسم رجل شهير كان يسكن هذه المحلة.
2- وقيل أنه كان فيها عدة رجال تسموا بهذا الاسم فسميت المحلة بمجموعة أسمائهم.

### الجابرية
نسبة إلى أحد بني الجابري الذي كان يتصرف بأرضها، تقع قرب الشيخ أبي بكر، يحدها من الجنوب شارع الرمضانية وقد خططت هذه المحلة سنة (1325) هـ

### جادة الخندق
شقها العثمانيون وهدموا في سبيلها أحد الأبواب الثلاثة لباب النصر، واتصال هذه الجادة بشارع باب النصر فباب الحديد فشارع بنقوسا يجعلها أكثر جادات حلب فعالية وحركة.

### جب أسد الله
تقع قرب باب الجنان، وكان فيها جب خيري، أما أسد الله فهو من أسماء الانكشارية ولا نعرف شيئاً عن أسد الله ويسمى أيضاً جب الزلة.
جب القبة: ويقال لها ابن نصير، ولا يزال فيها جب خيري فوقه قبة.

### جب قره مان
قره مان قارشي من أعمال الأناضول سميت باسم قبيلة قره مان التي تستوطنها، وفد منها إلى حلب حاجاً رجل ميسور كريم اسمه محمد قره مان وبصحبته ابنه، وتوفيا في حلب، تقع خارج السور، يحدها جنوباً حارة الضوضو وشرقاً صاجليخان وشمالاً الأبراج وغرباً ابن نصير. من عائلتها: آل دباس

### الجبيلة
تصغير جَبَلة، والمراد بها المقبرة لأن شرقيها ناشز كالجبل أو هي الكلتاوية الكبرى وما جاورها، فإن تلك البقعة عالية كالجبل الصغير، وعلى كل فإطلاق اسم الجبيلة على كل المحلة من باب إطلاق اسم الجزء على الكل، ومن الناس من يسمي هذه المحلة بالجبيل، تصغير جبل. والجبيلة قصبة قرى بني عامر بن الحارث بالبحرين.
الجديدة: تصغير جديدة أي المحلة الجديدة الصغيرة، ثم خففت بإزالة التشديد، وبعد اجتياح تيمورلنك حلب عام (1400) م واحراقها نزح معظم المسيحيون عنها، وعندما عادوا وجدوا أنفسهم قد فقدوا منازلهم داخل السور، لذلك اختطوا أمام الزاوية الشمالية الغربية للمدينة محلة جديدة عرفت بالجديدة. وتعتبر الصليبة هي الجديدة القديمة، ومن الجدير ذكره أنها تشتهر بالدور الحلبية القديمة كدار أجقباش ودار كبة
جسر الزلاحف: ومن اسمها يظهر أن على شاطئ نهر قويق الذي يعبرها كانت تتجمع السلاحف (ويسمى أيضاً بجسر الدباغة، وهذه المحلة تمتد من باب الجنان إلى باب أنطاكية.

### جسر الكعكة
قرب قسطل المشط. سميت المحلة بهذا الاسم لأنه يوجد في نقطة منها بالوعة تنصب إليها أربعة أسربة لها غطاء من الحجر مستدير مخرّق الوسط كأنه الكعكة. (هذه المحلة لا تقع على نهر قويق وإنما سميت جسراً هكذا).
جقورجق: لفظة ((جقورجق)) بالجيم الفارسية، تركية معناها الجورة الصغيرة، والعامة يسمونها سقرجق، وتقع قرب بانقوسا. والصحيح عندنا أن أصلها التركي جقورجق أي الحفر الكثيرة.كان يسكنها الروم الكاثوليك ويسمونها البسارنة.

### الجلُّوم
من أحياء حلب القديمة، كانت تنفذ إلى ظاهر المدينة بباب أنطاكية غرباً وباب قنسرين جنوباً، ثم أقيم بين هذين البابين ثغرة دعيت ((خراق الجلوم)) أما العقبة فتحد الجلوم من الشمال. وفي سبب تسمية هذا الحي مذاهب:
1- أنها محرفة من ((جاء اللوم)) لأنه كان لقباً لوجيه من الحي كان له نفوذ يخوله أن يوجه اللوم إلى أحكام السلطة وغيرها فدعي باسمه.
2- أنها محرفة من ((جلا القوم)) يراد به أن سكان الحي جلوا عن موطنهم الأصلي.
3- أنها محرفة من ((جلَّ القوم)) ذلك لأن سكانها كانوا من علية القوم.
4- ذكر الغزي أنها ربما محرفة عن سلوم وهي قسمان: جلوم كبرى وقد تسمى الجلوم البرانية، وجلوم صغرى وقد تسمى الجلوم الجوانية.
أحدث في الجلوم خراقان أحدهما قديم والثاني جديد: الأول يسمى خراق الجلوم ويؤدي إلى جلوم كبرى والثاني في صليبية الجلوم.
من عائلاتها : آل رسلان (أسد)، آل جودة، آل جزّار، آل طباخ. ومنهم العلامة الشيخ راغب آل طباخ والشيخ محمد آل طباخ، آل كواكبي، آل جلبي، آل الوراق، آل ركبي، آل مؤذن، آل حناوي، آل حموي، آل شيخ دبس، آل بساطة ، ال حبابا، آل مهروسة ، آل صباغ وآل صبحان، آل طرقجي وآل حمامة وآل طيبي. وآل بابلي.
الجميلية: أسست سنة 1300 هـ وعرفت بالجميلية نسبة إلى جميل باشا الذي أسست في أيامه وبنى قصره فيها (اسمها في سجلات الحكومة السليمية نسبة إلى سليم أفندي ابن السلطان عبد الحميد خان الثاني، وأول بناء خطط في هذه المحلة هو المكتب الإعدادي المعروف بالمكتب السلطاني وحالياً ثانوية المأمون، وكان اسم الأرض التي تقوم عليها الجميلية الحلبة، وفيها كان قصر سيف الدولة.

### حمزة بك
تقع قرب قاضي عسكر، سميت باسم حمزة بك مجدد المسجد الذي كان يعرف قديماً بمسجد باباخان.

### الحميدية
خططت في حدود سنة 1305 هـ وسميت الحميدية نسبة إلى السلطان عبد الحميد خان الثاني العثماني.

### خان السبيل
وتسمى حارة الباشا فيها خان وفيها سبيل ماؤه جمع، تقع قرب ابن نصير، من عائلاتها: آل سيريس، آل مرعي باشا الملاح ((وبه سميت حارة الباشا))

### الدباغة العتيقة
تقع قرب خان إسطنبول، تسمى العدسات، فيها جامع الدباغة العتيقة وترجع منارته إلى القرن الثالث عشر للميلاد

### الدلالين
تقع قرب قارلق

### زقاق الأربعين
تقع قرب التدريبية في الجديدة، يقال: إن هذه المحلة مما أسس في أيام السلطان سليم خان العثماني بعد استيلائه على حلب أحضر لها أربعين أسرة من المسيحيين وسميت المحلة بعددهم.
زقاق الطويل:
وهو بالفعل طويل، متفرع عن قسطل حرامي أمام المخفر

### ساحة بزة
بامالة الزاي، وفيها المذاهب التالية:
1- محرفة من البزّ وهو قماش (النسيج) لكثرة ما يوجد فيه من نسيج الأقمشة حيث أصلها ساحة البزازة
2- قيل طان بستاناً تأوي اليه طيور الباز الجارحة التي يصاد بها
3- قيل أن أصلها ساحة البازات أي الأشراف المتفوقين على غيرهم.

### السريان
كان يطلق عليها براكات السريان، ما بين الحديقة العامة وشارع الملك فيصل، لصقها منطقة الجمرك يسكنها السريان وهم ثلاثة أقسام:
• قسم جاء من الجزيرة السورية في الخمسينات
• قسم جاء من الرها في العشرينات
• قسم حلبي أصيل وهم السريان الكاثوليك والسريان الآرثوذكس.

### السفاحية
فيها المدرسة السفاحية التي أنشأها أحمد بن صالح بن أحمد السّفّاح وتقع بين الجلوم والقلعة،
من عائلاتها: آل سراج ((وفائي))، آل طرابيشي، آل قدسي ، آل كيلارجي ‘ آل بُجُك ، آل سنكري ، آل موازيني ، آل شمّاع ، آل كوجك ، آل جاسر آل طباخ، وفيها زقاق شهير يسمى زقاق الطباخ، ومن العائلات القديمة آل العادلي وهم آل دوقة كين.

### السليمانية
أسست هذه المحلة سنة 1313 هـ وهي تعرف باسم سليمان جلبي صاحب بستان كان في جهة منها وقد تعرف باسم حارة الخياط والمراد به المحامي الشهير جرجي بن سمعان الخياط.

### سويقة حاتم
كانت هذه المحلة تسمى بالسهيلية، تقع بين سوق أصلان دده إلى سويقة علي وسويقة تصغير سوق ولا نعلم شيء عن حاتم
سويقة علي: كان فيها مسجد اسمه مسجد علي وفيه قبر رجل يسمونه علياً ويقولون إن المحلة مضافة لاسمه.

### حارة السيّسي
نسبة إلى شخص من سيس (بلدة في أرمينية)، وهي متفرعة عن شارع التلل، سكانها من الأرمن.
الشابورة: في تسميتها المذاهب التالية:
1. من شبورا السريانية ومعناها الأحمق المخنث فينتج أنه كان يسكنها أحمق مشهور فسميت باسمه.
2. من شيفورا السريانية ومعناها السور أو البوق فينتج من أن هذه المحلة كانت قرب سور المدينة ومنها يطلق الجنود صوت البوق.
3. من يطلع على الشابورة يلحظ انتظام بيوتها وتباعدها بمقاييس فكأنها مشبورة بالشبر ولعل تسميتها تعود إلى ذلك.

### شاكر آغا
متاخمة للأبراج من آثارها جامع شاكر آغا وهو عامر وسبيل شاكر آغا وتسمى فرمليك.
شرعسوس: تقع قرب الألمجي، قال الغزي: ((لا أعرف تسمية هذه المحلة بهذا الاسم، قيل: هو محرف عن كلمة شريعتلي أي المتشرع والصحيح أن هذه اللفظة كانت تطلق على جميع المحلات الكائنة بين أقيول وساحة التنانير ونحن نرى أن شرعسوس من شرع السوس أي مدّ عرق السوس وعرضه على الشمس.
الشماعين: تقع قرب الكتاب، والشماعون المضافة إليهم هذه المحلة جماعة كانوا يصنعون فيها الشمع الشحمي المشهور.

### الشميصاتية
تقع قرب بنقوسا، وتعرف أيضاً بحارة سوق الدجاج، ولفظة الشميصاتية محرفة عن ((سميزاتلي)) كلمة تركية معناها: ذات اللحم السمين، وكأن موضع هذه المحلة كان مكاناً يباع فيه لحم الأغنام الجيدة. ونحن نرى أن الشميصاتية نسبة إلى جماعة جاءوا من سميساط مدينة على شاطئ الفرات.

### صاجليخان
قسمان، الفوقاني والتحتاني، تقع قرب قاضي عسكر وفيها مذهبان:
1- صاجليخان: كلمة تركية معناها خان أبي الشعر وعليه تلفظ الجيم جيماً فارسية.
2- أنها بالجيم العربية وأن صاج تركية معناها الصحيفة من المعدن وعليه فمعنى صاجليخان: الخان المصفح بابه بالحديد.
صاجليخان الفوقاني يعرف باسم هارون دده ومعنى ((دده)) الأب والجد وأطلقت اصطلاحاً على الدرويش القديم.
أما التحتاني فيعرف بآغاجق وآغاجق كلمة تركية معناها الآغا الصغير

### الصاخور
ليس في الفصحى فاعول من الصخر وعلى كل حال فالعامية صاغتها للتعبير عن الأرض الصخرية المرتفعة في الصخور، يقع هذا الحي شرقي حلب على يسار الطريق المؤدي للمطار، أنشأ عام (1946)

### الصفصافة
خارج باب النيرب، أرضها منخفضة ينحدر إليها الماء من خندق باب المقام، وكان على هذا الماء تغرس أشجار الصفصاف.

### الصليبة
تقع بين بوابة القصب والتلل والتومايات، تأسست في القرن الخامس عشر الميلادي أي في أواخر أيام الدولة الشركسية المصرية بعد حادثة تيمور لنك، وقد تسمى التلل بالصليبة الصغيرة تمييزاً لها عن هذه.
والصليبة بقعة ذات أربعة مفارق، أزقتها ضيقة وأبنيتها متعانقة يظهر طابع القدم عليها، تتميز بوجود دور شرقية رائعة الجمال، ويوجد فيها عدد من الكنائس الهامة ككنيسة الروم الأرثوذكس وكنيسة الأرمن الكاثوليك وغيرها...
من عائلاتها: موصللي ومكربنة وغلام وعزيزة وعبه جي ...

### الضوضو
تقع قرب الصفصافة، فيها دفين يسمونه الشيخ محمد الضوضو.

### العاشور
ليس في الفصحى فاعول من عشر إنما هي صيغة جاءت بها العامة يريدون بالعاشور. العشار: آخذ العشر وملتزمه. وقد تكون الكلمة سريانية من ((عشرا)) جابي العشور. مما يدل على أن الحي كان يقطنه عشار. هذه المحلة متفرعة عن قسطل الحرامي وكان المسيحيون يقطنون العاشور.

### العرقوب
العرقوب من الوادي: وهو موضع فيه انحناء والتواء شديد، والعرقوب: طريق في الجبل، والعرقوب: طريق ضيق يكون في الوادي البعيد القعر لا يمشي فيه الا واحد. وتقع العرقوب بين الميدان وأقيول، ينتشر فيها معامل النسيج.

### العريان
عرفت بالعريان نسبة إلى الشيخ العرياني المدفون في المسجد المنسوب إليه،
العزيزية: افتتحت المحكومة عام (1868) م مكتباً لتعليم الناشئة الصنائع اليدوية ولتأمين المال اللازم لتجهيزه أعلنت عن بيعها الجبل المطل على نهر قويق وكان اسمه جبل النهر، فأقبل التجار المسيحيون على شرائه، وبُدئ ببناء المنازل فيه

### العقبة
يقال لها عقبة بني المنذر، وسميت عقبة لنشوزها عن بقية أرض حلب ولا ندري إضافتها لبني المنذر ولعلهم أول من نزلوها بعد الفتح.
الفرافرة: تقع شمال المدرسة الإسماعيلية ثمة مذاهب محتملة في سبب تسميتها:
1- اسم حي الفرافرة مستعار من واحة الفرافرة في الصحراء الليبية.
2- أطلق على الحي اسم الفرافرة لما يمتاز به عن سائر الأحياء بغزارة المياه.
3- نسبة إلى بني فرفور، وكانوا رؤساء.

### الفرّايين
قرب قاضي عسكر وهي قسمان: الفرايين الفوقاني والفرايين التحتاني، ويراد بالفرايين الذين يشتغلون بالفراء.

### الفردوس
الفراديس موضع بحلب قرب قرية خُساف محلها خارج باب المقام، وكانت القرن السادس من أعمر مناطق حلب وأعظمها آثار دينية كالمساجد والمدارس والزوايا والترب.

### فِرْمِلِيك
هي شاكر آغا نفسها سميت باسم فرن يعرف باسم فرن ميريك يرى البعض أنها تحريف فرن الملك.

### الفطايس
قرب الهزازة،

### قاضي عسكر
كان يسكنه قاضي الجيش العثماني، تقع هذه المحلة قرب حمزة بك والمشاطية.

### حارة القرباط
هذه المحلة في شرقي جامع التوبة أهلها من عرق هندي، ولغتهم الخاصة بهم شبيهة ببعض لغات الهنود.

### قرلق
كلمة قرلق تركية معناها المثلجة فكأن موضعها كانت تعمل فيه المثالج، تقع خارج باب الحديد بين التاتارلر والدلالين.

### قسطل الجورة
قرب العريان، فيها قسطل ينزل إليه بدرجات كثيرة وتعتبر قسماً من تراب الغربا

### قسطل الحرامي
أعظم أثر فيها جامع بردبك المعروف بجامع قسطل الحرامي أو الحَرَمي … وجر إليه الماء من قناة حلب بقناة خاصة لذا يسمى بالحرامي لأنه ينال ماءه دون استحقاق شرعي. ((يرى بعض سكان المحلة أن الاسم نسبة إلى الحرمين أو الحرم حيث كان يجتمع أمامه حجاج بيت الله الحرام قبل الانطلاق للتزود بالماء فهو قسطل الحرمين أو الحَرَمي))

### القصيلة
ربما كان موضع هذه المحلة يزرع شعيراً لرعي الدواب أيام الربيع فكان يسمى القصيلة أي الأرض المزروعة شعيراً على ماهو معروف عند الحلبيين ويحتمل أن تكون كلمة قصيلة محرفة عن فصيلة بالفاء لأن محلها بالفضاء بين السور القديم والفصيل, ومن أقدم عائلاتها آل قلعه جي.

### الكَتّاب
كانت تعتز الكتاب أن أحياء حلب فيها المقرئون فقط أما هي ففيها معلم للخط، وقيل بل هي من الكتاب وهو ساعي البريد، تقع بين العينين والجميلية.

### الكلاّسة
سميت هذه المحلة بالكلاسة لأن فيها أتانين الكلس وهي تبلغ اثني عشر أتوناً وكان أكثر سكانها يعانون حرفة الكلس وقطع الحجارة من مقاطعها ونحتها وبناءها، أما الآن تكاد تخلو من أتانين الكلس (وكانت تسمى قبل القرن السابع الحاضر السليماني حيث كان فيها قصر بناه سليمان بن عبد الملك في أيام ولايته واليه ينسب هذا الحاضر)، تقع الكلاسة ما بين المغاير جنوباً وباب أنطاكية شمالاً وما بين مقبرة الكليباتي شرقاً والنهر غرباً،
ومن عائلاتها : آل سندة، آل بسوت، آل صهريج، آل عزيزة، أل حمامة .

### الكلتاوية
هي جزء من الجبيلة (داخل باب الحديد) سميت باسم المدرسة الكلتاوية التي بناها الأمير طقتمر الكلتاوي، والكلتاوية منطقتان : الكلتاوية الكبرى والكلتاوية الصغرى ومن عائلاتها : آل دواليبي .
.
كوجوك كلاسة: معناها الكلاسة الصغرى، تقع قرب الألمه جي وتمتد من العريان إلى قسطل الزيتون ومن عائلاتها : آل صباغ، آل قصبجي

### الماوردي
فيها قسطل في رأس زقاق ابن أبي عُطى يعرف بقسطل الماوردي ويقال كان هذا الحي بستاناً فيه تفاح ماوردي، تقع بين قسطل الجورة والألمه جي.

### حارة المحب
اختصار محب، وهذا الاختصار هو السائد في التسمية، تقع قرب عبد الرحيم، عرفت هذه المحلة بأسرة قديمة كانت تسمى بيت محب الدين لم يبق منهم أحد يعرف والمحلة قد تعرف الآن باسم بيت العقيلية نسبة إلى زاوية العقيلية تقع بين المبلط والمغربلية ومن عائلاتها آل عقيلي.

### محمد بك
وتعرف أيضاً بالتكاشرة، محلها خارج باب النيرب، اثنان من أسرة المكانسي في هذا الحي تزوجا حفيدتي محمد بك بن قانصوه الغوري فسمي الحي بهومن عائلاتها آل كنجو وآل مكانسي.

### المرعشلي
تقع قرب العريان سميت بالمرعشلي نسبة إلى صاحب القبر الموجود في مسجدها واسمه عمر المرعشلي.

### المستداميّة
تقع قرب البياضة، كانت تسمى حارة البستان أما نسبتها إلى مستدام بك فحادث بحدوث تعميره جامع النفيسية، ومستدام بك بن عبد السلام أحد عتقاء السلطان قانصوه الغوري.
من عائلاتها: قلعه جي ويحيى اغا وعزت اغا والشماع والضاشوالي ....

### المشارقة
من الأحياء المحدثة في ظاهر مدينة حلب القديمة، كان يفضى إليها من باب الجنان تواً بعد أن يعبر جسر يدعى بجسر عريبة، تسميتها مذاهب:
1- أنها محرفة من ((بشانقه)) جمع البشناق: وهم اليوغسلافيون المسلمون.
2- أنهم من المشرق: على وزن مفاعلة. وعلى ذلك يخلص أرباب هذا المذهب إلى أن المشارقة إنما هي بمعنى حي الوافدين من المشرق
والمشارقة ثلاثة أقسام:
1- المشارقة الفوقانية.
2- المشارقة الوسطانية.
3- العينين وهي متصلة بباب جنين.

### المشاطية
قرب الملندي، سميت باسم الشيخ إبراهيم المشاطي (وكان يصنع أمشاط النول العربي).

### المصابِن
قرب جب أسد الله، وسميت بالمصابن لكثرة ما كان فيها من المصابن، يحدها جنوباً قبلة سويقة حاتم وجب أسد الله وغرباً جب أسد الله وشمالاً بحسيتا وشرقاً سويقة حاتم والدباغة العتيقة.

### المعادي
قرب باب المقام وفيها مذهبان:
1- أنها من ((معدا)) السريانية ومعناها الارتجاج والاضطراب وتزعزع القدم ويبدو أن هذه المحلة كانت ذات طرق تزلق المارة.
2- أنها عربية نسبة إلى معاذ: رجل اشتهر فيها وأبدلت الذال دالاً.

### المغازلة
قرب ساحة بزة، والمغازلة تحريف المغازلي نسبة إلى الشيخ محمد المغازلي وقد يكون العكس أي أن الشيخ المغازلي منسوب إليها وأنها سميت هكذا نسبة لمن يشتغلون بالغزل وكان يسكنها بعض موظفي الحكومة العثمانية الصغار لذا أطلقوا عليها كوجك فرافرة أي الفرافرة الصغيرة.

### المغاير
فصيحها المغاور، والمغاير التي في شرقيها واسعة يقال أنها متصلة بمغاير حارة المعادي، وأكبر هذه المغاير هي مغارة الجديدة وهي منقورة بالحوار ويقال بأنها تتصل مع سراديب القلعة المردومة.

### المُغَرْبِليّة
قرب الطبلة، وقد يكون هذا الحي أكثر الأحياء مدارات وعليه سميت بغربلة الحبوب.

### المقامات
سميت بالمقامات لكثرة ما اشتملت عليه من الترب والمدافن ومقامات الصالحين، تقع بين الفردوس وباب المقام، وكانت محطة هامة يتجمع فيها الجيش العباسي.
الهزازة : تقع قرب مقبرة السيد علي، وقد خططت هذه المحلة في أواخر أيام الملوك الشراكسة، يقال في تسميتها أنها لما كانت برية كان فيها شجرة توت عظيمة يخرج الحلبيون إليها ويهزونها ليأكلوا ما يتساقط منها، والصحيح أن الهزازة فيها مغاور وكهوف كثيرة لا تزال إلى الآن في دورها، وكانت هذه المغاور قبل البناء مأوى للغنم وكان المار بقربها يرى الرعاة يهزون التبن في الغرابيل لعلفها فسميت بالهزازة.

### ورا الجامع
أي وراء الجامع الكبير، وكانت تسمى الشّرَفية.

### الوكيلية
قرب السيد علي وأسرة الوكيلية المسيحية من أقدم سكانها.

## معرض صور

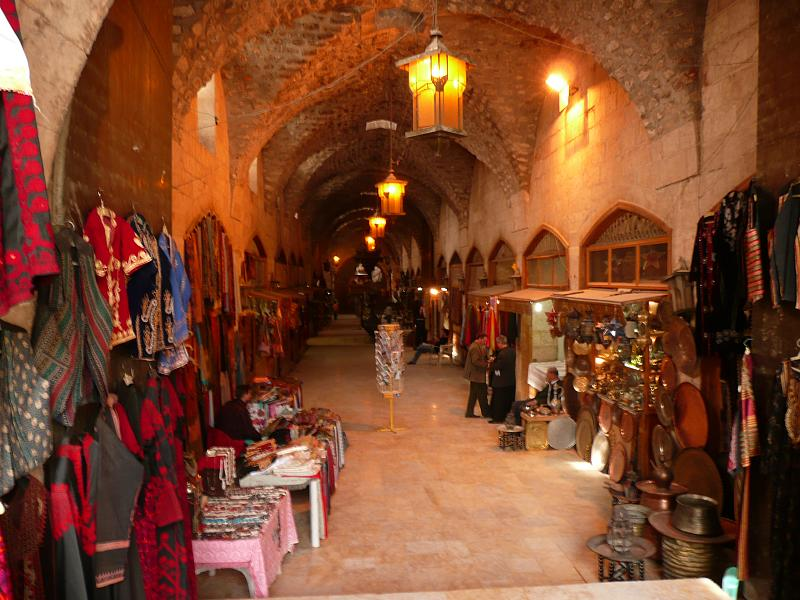
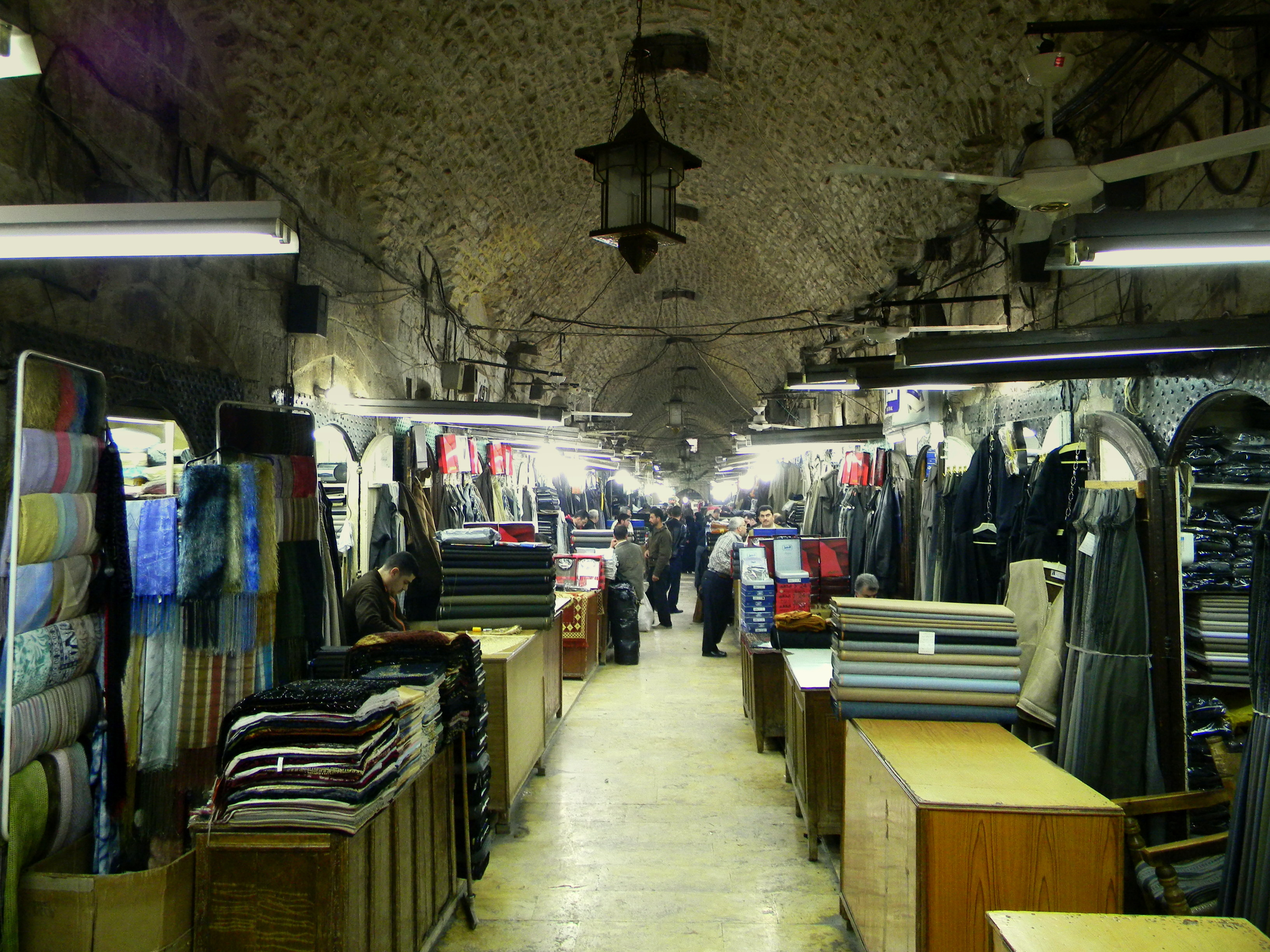
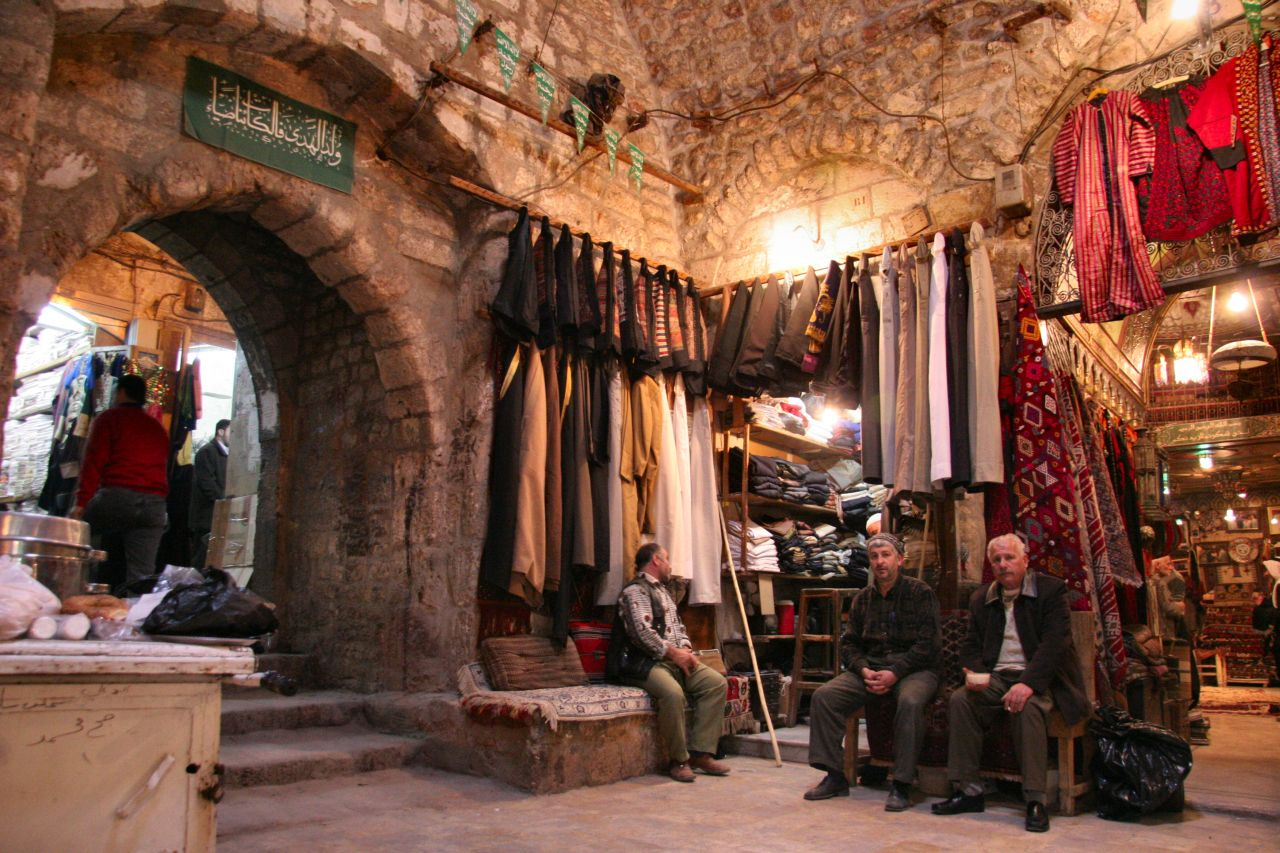
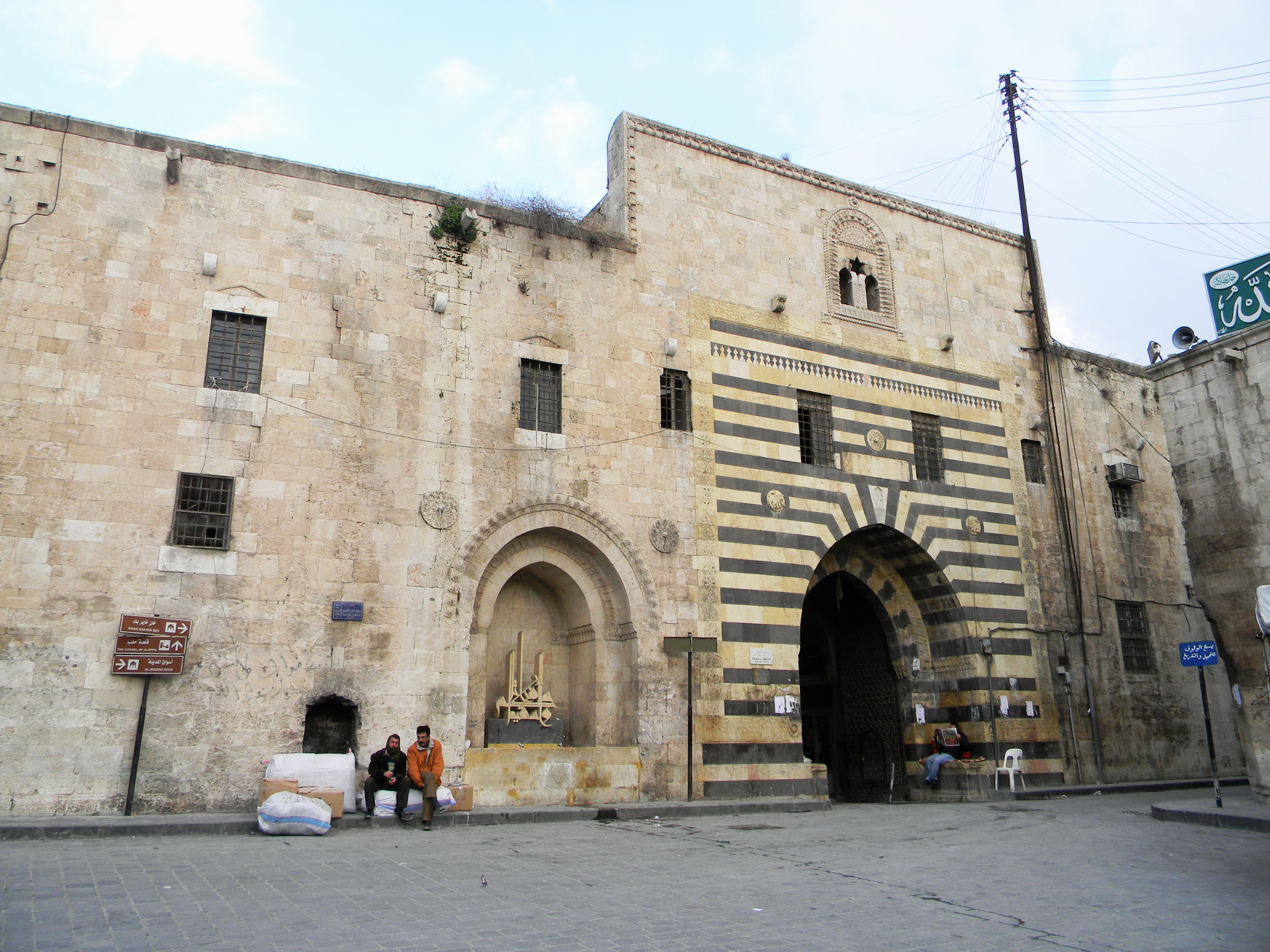
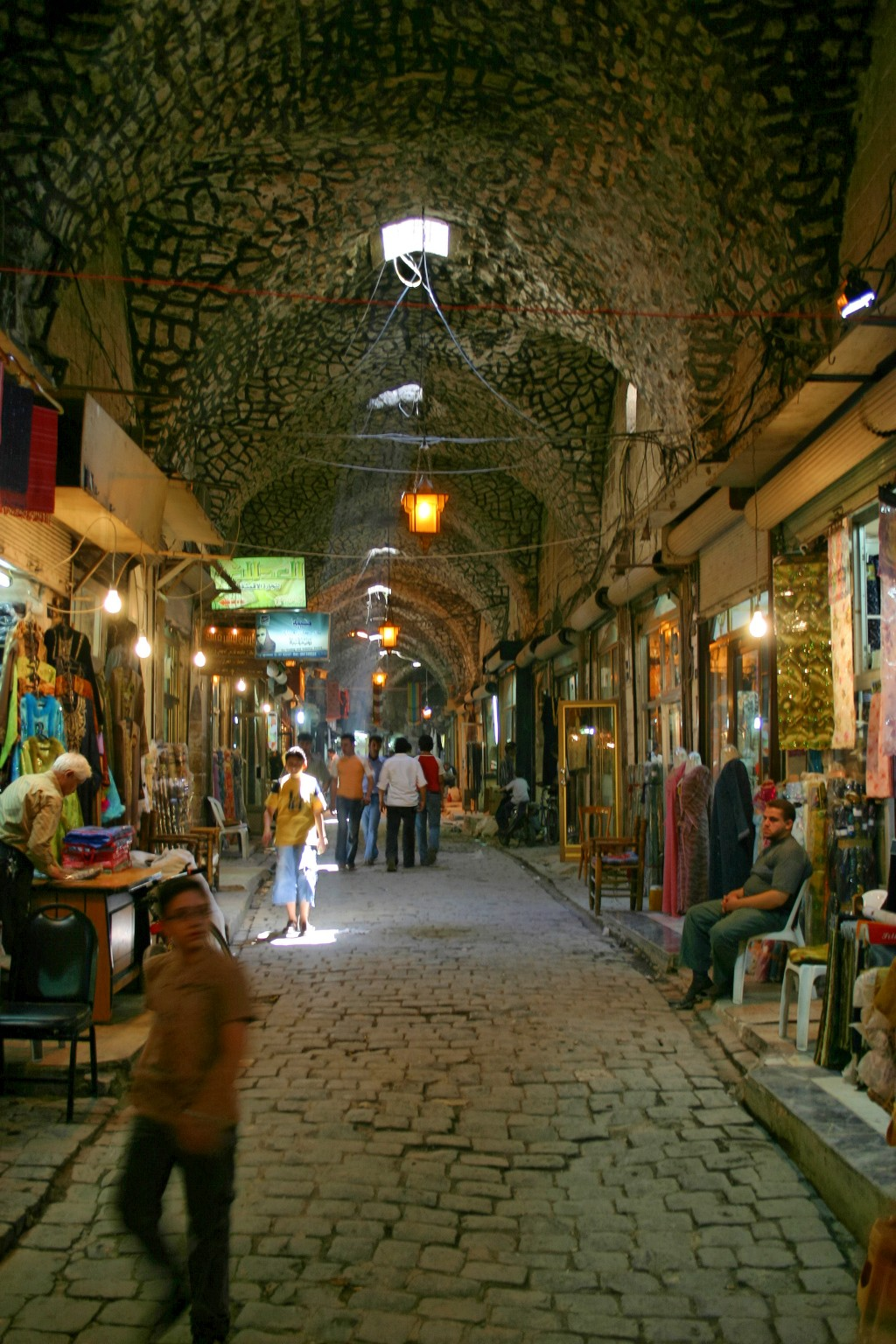